# La'Vere Corbin-Ong
La'Vere Lawrence Corbin-Ong (Londres, Inglaterra, 22 de abril de 1991) es un futbolista británico-malasio, nacionalizado canadiense, que juega de defensa en el Johor Darul Takzim F. C. de la Superliga de Malasia. 
Es internacional con la selección de fútbol de Malasia desde el 2 de junio de 2019. Anteriormente fue internacional con la selección de fútbol de Canadá en absoluta desde el 22 de marzo de 2017.

## Trayectoria

### Inicios
Corbin-Ong nació en Londres, Inglaterra, mientras sus padres, Lawrence Corbin de origen barbadense y Elizabeth Ong de origen malasio, estudiaban psiquiatría y enfermería, respectivamente. A los un año de edad, su familia se mudó a Edmonton, capital de la provincia de Alberta. A los cuatro años, se trasladaron a North Vancouver, donde creció.
Durante su infancia practicó varios deportes, incluyendo fútbol, lacrosse, fútbol americano y tenis. Comenzó a jugar al fútbol a los seis años en el club Lynn Valley SA.
Tras terminar la secundaria, jugó una temporada en la Capilano University de Canadá antes de unirse al programa de formación del Vancouver Whitecaps. En 2012, tenía previsto asistir a la Universidad de la Columbia Británica para unirse al equipo UBC Thunderbirds, pero durante la espera de cinco meses para el inicio de temporada viajó a Europa, donde realizó una prueba con el FC Pommern Greifswald, club de la quinta división alemana.

### Vancouver Whitecaps Reserves
Corbin-Ong jugó dos temporadas con el equipo Whitecaps Reserves, realizando 29 apariciones entre 2010 y 2011, cuando competían en la USL Premier Development League.

### Pommern Greifswald
El 2 de julio de 2012, firmó con el FC Pommern Greifswald de la NOFV-Oberliga Nord, quinta división alemana, donde permaneció dos temporadas. Debutó el 12 de agosto de 2012 en un partido de liga contra el BFC Dynamo. El 30 de marzo de 2013 marcó su primer gol con el club en la victoria 3-2 ante el Anker Wismar.

### Berliner AK 07
En julio de 2014, se unió al Berliner AK 07, club de la Regionalliga Nordost, donde disputó otras dos temporadas. Debutó el 3 de agosto de 2014 frente al VfB Germania Halberstadt. Su primer gol llegó el 22 de marzo de 2015, en la victoria 1-0 ante el FSV Wacker 90 Nordhausen. Una semana después, el 29 de marzo, marcó otro gol en el triunfo 3-1 ante el VfB Auerbach.
El 25 de agosto de 2015 fue elegido 'Jugador del Partido' por su destacada actuación en la victoria 3-0 frente al SV Babelsberg 03, en la que participó en los tres goles, anotando uno y asistiendo dos veces.

### FSV Frankfurt
Tras despertar el interés del 1. FC Union Berlin, club de la 2. Bundesliga, en 2015, firmó en junio de 2016 con el FSV Frankfurt, equipo de la 3. Liga. Debutó el 30 de julio de 2016 contra el Holstein Kiel.

### Go Ahead Eagles
El 3 de julio de 2017, firmó con el Go Ahead Eagles, club de la Eerste Divisie neerlandesa. Debutó el 22 de agosto de 2017 ante el FC Emmen, jugando los 90 minutos. Debido a las lesiones, sólo disputó 10 partidos oficiales con el club.

### Johor Darul Ta'zim
El 24 de noviembre de 2017, Corbin-Ong fue fichado por el Johor Darul Ta'zim, club de la Superliga de Malasia. Gracias a que su madre es malaya, fue registrado como jugador local.
Debutó el 3 de febrero de 2018 ante el Kedah FA, dando una asistencia a Marcos António en la victoria 2-1. En el siguiente partido ante el PKNP (6 de febrero), dio otra asistencia en el 3-0. El 14 de febrero jugó en la Copa AFC 2018 ante el Persija Jakarta, con victoria 2-0. El 5 de mayo marcó su primer gol en la victoria 4-0 ante el Negeri Sembilan.
El 5 de marzo de 2019, participó en la Liga de Campeones de la AFC 2019 ante el Kashima Antlers. El 14 de abril de 2022, asistió dos veces en la histórica victoria por 5-0 ante el Guangzhou. El 6 de marzo de 2023 anotó su primer doblete en la goleada 7-0 sobre el Negeri Sembilan.

## Selección nacional

### Canadá
En marzo de 2017, Corbin-Ong recibió su primera convocatoria a la selección nacional de Canadá. Hizo su debut internacional entrando como suplente en la segunda mitad en un empate 1–1 en un amistoso contra la selección de Escocia.

### Malasia

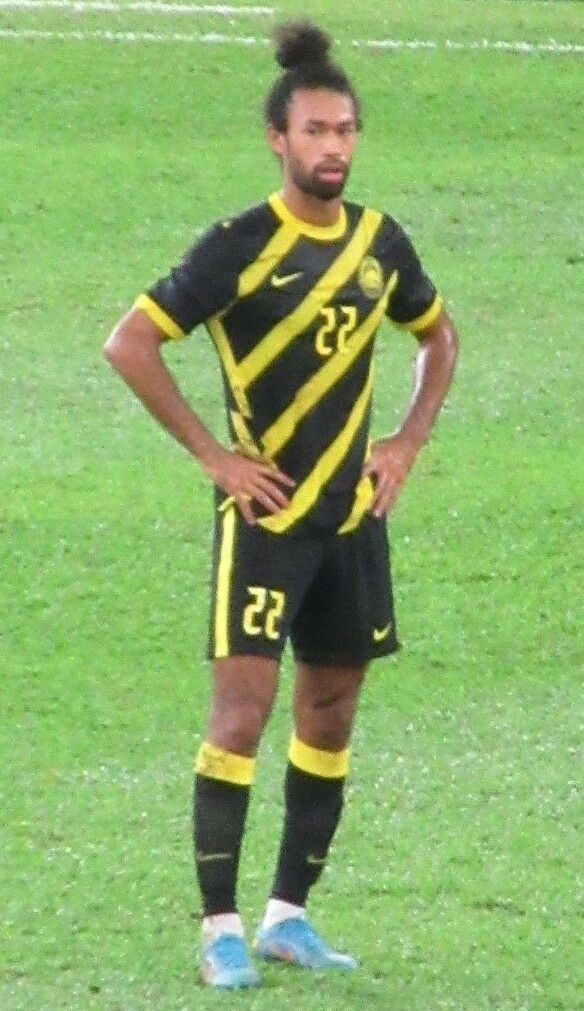
Corbin-Ong durante un partido partido frente a Hong Kong.

En junio de 2019, Corbin-Ong debutó con la selección de fútbol de Malasia como titular en un partido amistoso contra la selección de Nepal. Se le permitió cambiar de selección a Malasia ya que su anterior aparición con Canadá fue en un partido amistoso. Marcó su primer gol internacional con Malasia el 7 de junio de 2019 en el partido de clasificación para la Copa Mundial de la FIFA contra la selección de Timor Oriental, que Malasia ganó por 7–1.
El 8 de junio de 2022, Corbin-Ong selló la victoria anotando el gol final en el partido de clasificación para la Copa Asiática 2023 en la victoria 3–1 contra la selección de Turkmenistán.
El 22 de agosto de 2022, marcó un gol ante el anfitrión Tailandia en la Copa del Rey 2022.
Corbin-Ong representó a la selección en la Copa Asiática 2023, disputada en Catar, donde jugó todos los partidos de la fase de grupos de Malasia.

## Vida personal
Corbin-Ong nació en Londres, de padre barbadense y madre malasia de ascendencia china, pero se trasladó a Canadá cuando tenía un año, por lo que era elegible para jugar internacionalmente con las selecciones de Canadá, Inglaterra, Barbados o Malasia.

## Clubes
| Club                      | País         | Año           |
| ------------------------- | ------------ | ------------- |
| Vancouver Whitecaps F. C. | Canadá       | 2010-2011     |
| Whitecaps FC Reserves     | Canadá       | 2011          |
| F. C. Pommern Greifswald  | Alemania     | 2012-2014     |
| Berliner AK 07            | Alemania     | 2014-2016     |
| FSV Frankfurt             | Alemania     | 2016-2017     |
| Go Ahead Eagles           | Países Bajos | 2017          |
| Johor Darul Takzim F. C.  | Malasia      | 2018-presente |

## Palmarés

### Títulos nacionales
| Título               | Club               | País    | Año(s)                                      |
| -------------------- | ------------------ | ------- | ------------------------------------------- |
| Superliga de Malasia | Johor Darul Ta'zim | Malasia | 2018, 2019, 2020, 2021, 2022, 2023, 2024–25 |
| Copa FA de Malasia   | Johor Darul Ta'zim | Malasia | 2022, 2023, 2024                            |
| Copa de Malasia      | Johor Darul Ta'zim | Malasia | 2019, 2022, 2023, 2024–25                   |
| Supercopa de Malasia | Johor Darul Ta'zim | Malasia | 2018, 2019, 2020, 2021, 2022, 2023, 2024    |